# Falga (Haute-Garonne)
Falga is een gemeente in het Franse departement Haute-Garonne (regio Occitanie) en telt 101 inwoners (2009). De plaats maakt deel uit van het arrondissement Toulouse.

## Geografie
De oppervlakte van Falga bedraagt 5,2 km², de bevolkingsdichtheid is dus 19,4 inwoners per km².
De onderstaande kaart toont de ligging van Falga (Haute-Garonne) met de belangrijkste infrastructuur en aangrenzende gemeenten.

## Demografie
Onderstaande figuur toont het verloop van het inwonertal (bron: INSEE-tellingen).